# Pleurothallis crescentilabia
Pleurothallis crescentilabia är en orkidéart som beskrevs av Oakes Ames. Pleurothallis crescentilabia ingår i släktet Pleurothallis och familjen orkidéer. Inga underarter finns listade i Catalogue of Life.